# Igreja do Sagrado Coração (Saint Aubin)

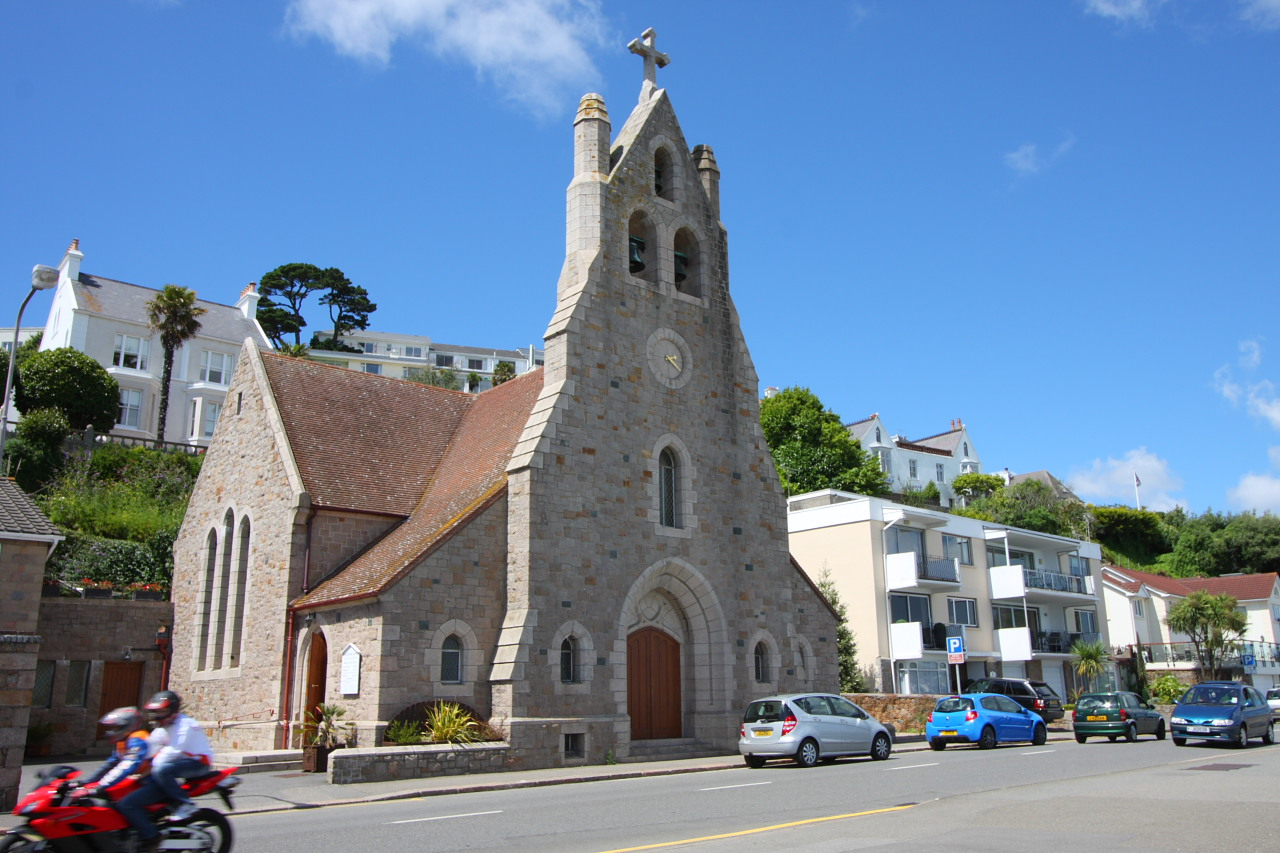

A Igreja do Sagrado Coração  é um edifício religioso afiliado à Igreja Católica que está localizado na cidade de Saint Aubin Jersey, parte das ilhas do Canal do Reino Unido. O templo segue o rito romano ou latino e depende da jurisdição da Diocese de Portsmouth com sede em Portsmouth, sul da Inglaterra, e foi criado em 1882 sob o pontificado do papa Leão XIII. A primeira igreja de pedra foi lançada em 1936, a construção começou no ano seguinte, mas só em 1947 foi inaugurada e abençoada.